# Helsinki Shipyard Oy

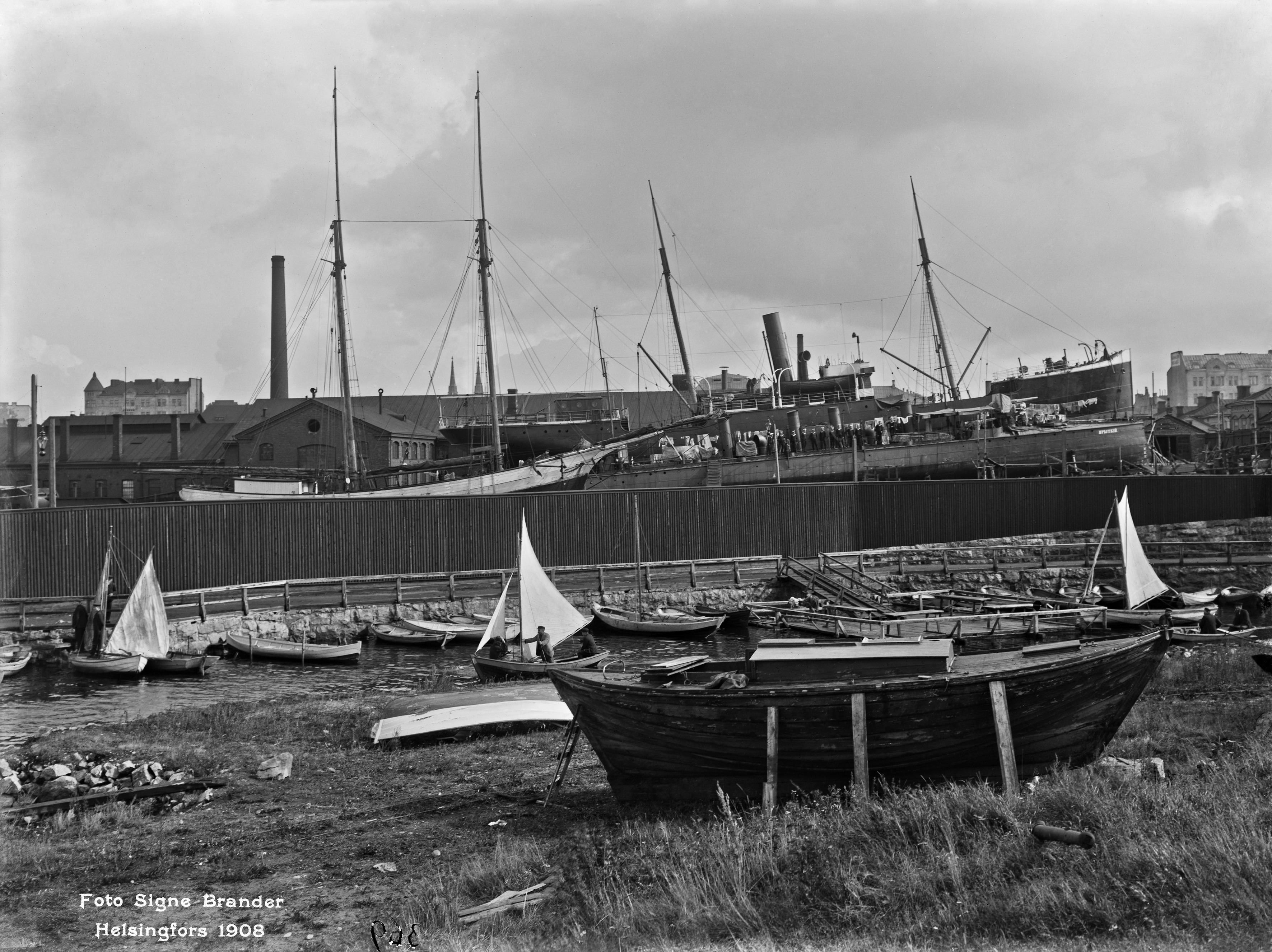
Sandvikens Skeppsdocka och Mekaniska Verkstad, 1908.
Foto: Signe Brander

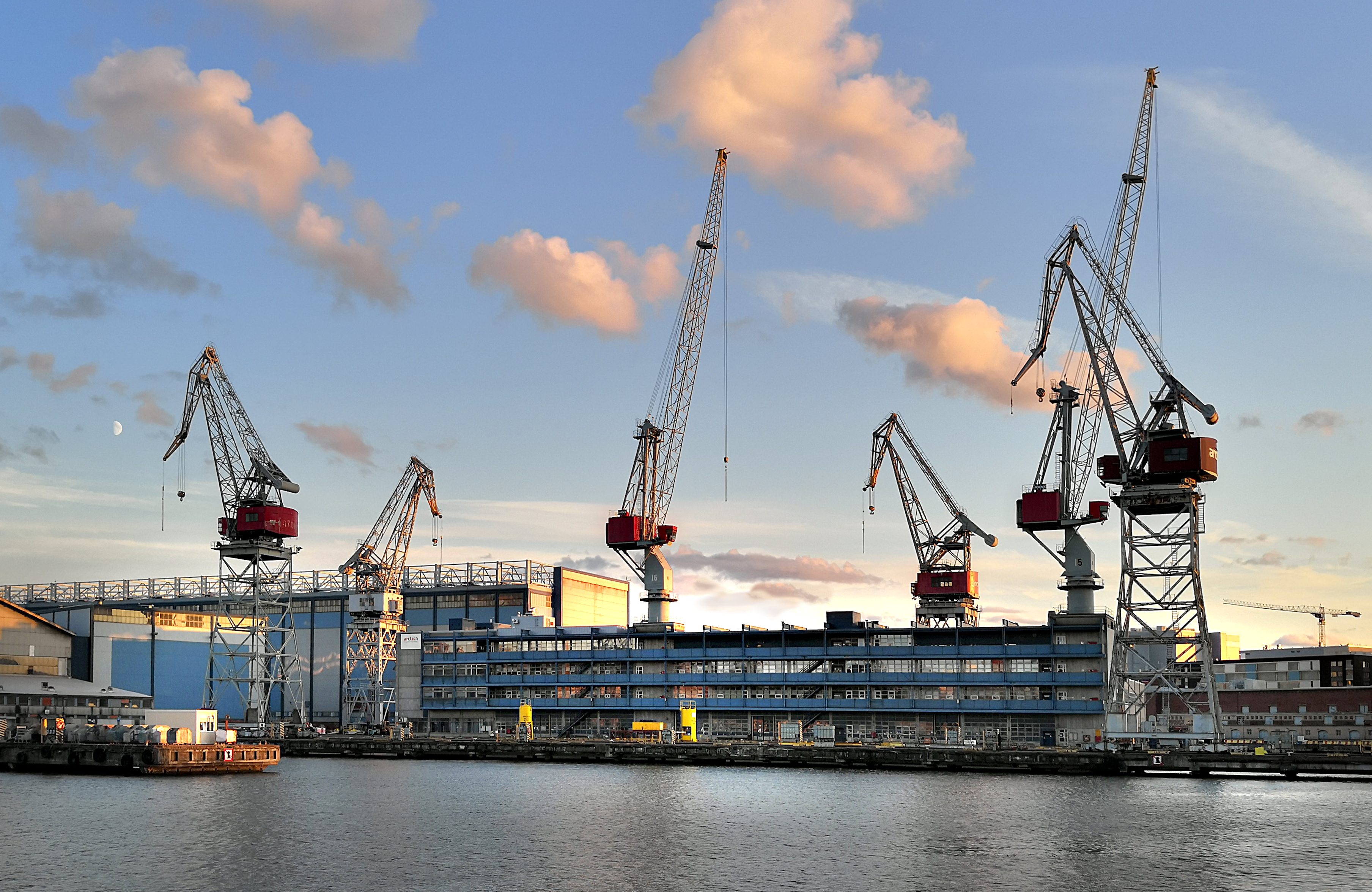
Sandvikens varv, augusti 2018

Helsinki Shipyard Oy, åren 2015–2019 Arctech Helsinki Shipyard, också benämnt Sandvikens varv (finska: Hietalahden telakka), är ett finländskt skeppsvarv på Munkholmen i Sandviken i stadsdelen Västra hamnen i Helsingfors. 
Helsinki Shipyard är specialiserat på fartyg med hög isklass, såsom isbrytare samt isgående offshore-, tanker- och kryssningsfartyg för antarktiska och arktiska vatten.

## Historik
Helsinki Shipyard Oy har sina rötter i Helsingfors Skeppsdocka, som grundades 1865 på samma plats på Munkholmen i Sandviken av Adolf Törngren. Detta varv gick i konkurs 1894, men verksamheten fortsatte som Ab Sandvikens Skeppsdocka och Mekaniska Verkstad. Varvet köptes av Maskin och Brobyggnads Ab 1926. Wärtsilä köpte i sin tur Maskin och Bro 1936, varefter varvet bytte namn 1965 till Wärtsilä Helsingforsvarvet. År 1986 genomfördes en större strukturaffär mellan Wärtsilä och Valmet, vilket bland annat innebar att de båda företagens skeppstillverkning slogs samman i ett enda varvsföretag, med Wärtsilä som majoritetsägare. Detta fick namnet Oy Wärtsilä Marinindustri Ab. Efter det att Wärtsilä gick i konkurs 1989, övertogs det tidigare Wärtsilävarvet i Sandviken och det tidigare Valmetägda Pernovarvet i Perno i Åbo av det för detta ändamål bildade Masa-Yards Oy. Detta företag köptes 1991 av norska Kvaerner, som döpte sin finländska varvsverksamhet till Kvaerner Masa-Yards Oy.
År 2005 fusionerades Kvaerner Masa-Yards med norsk-finländska Aker Finnyards i (nya) Aker Finnyards, som året därpå bytte namn till Aker Yards Oy. Detta varvsföretag köptes 2008 av sydkoreanska STX Europe och fick då namnet STX Finland Cruise, senare STX Finland.
År 2011 bildades  samriskägandeföretaget Arctech Helsinki Shipyard för att driva varvet i Sandviken av STX Europe och ryska United Shipbuilding Corporation (USC). År 2015 blev USC helägare av företaget. Som en följd av amerikanska sanktioner efter Rysslands annexion av Krim 2014 och annekteringen av Donetsk samma år, övertogs Arctech Helsinki Shipyard 2019 av ryskägda Algador Holdings Ltd. Företaget bytte då namn till Helsinki Shipyard Oy.
In March 2023, Helsinki Shipyard announced that the Quebec-based shipbuilder Chantier Davie Canada, part of the Inocea Group, had exercised an exclusive option for the potential purchase the Finnish shipyard's assets. The negotiations had reportedly begun already in December 2022.  The conditional business purchase agreement, subject to approval of the authorities and fulfillment of the terms of the agreement, was signed in April 2023.
Det Quebecbaserade varvet Davie Shipbuilding, en del av Inocea Group, slöt ett avtal om köp av varvet i april 2023 
 Senare i juni  förlängde Helsingfors stad arrendet med 50 år till 2073. Köpet slutfördes den 3 november 2023.
Helsinki Shipyard kommer att användas som varumärke men namnet på bolaget är DNY Finland Oy.

### Namn- och ägarlängd
- 1865–1866 Helsingfors Skeppsdocka, ägd av Adolf Törngren
- 1866–1880 Helsingfors Skeppsdocka, ägd av Tammerfors Linne- & Jern-Manufaktur Ab
- 1880–1894 Helsingfors Skeppsdocka, ägd av Oskar Eklund
- 1894–1926 Ab Sandvikens Skeppsdocka och Mekaniska Verkstad Oy
- 1926–1936 Ab Sandvikens Skeppsdocka och Mekaniska Verkstad Oy, ägd av Maskin och Brobyggnads Ab
- 1936–1965 Ab Sandvikens Skeppsdocka och Mekaniska Verkstad Oy, ägd av Wärtsilä
- 1965–1986 Wärtsilä Helsingforsvarvet, ägt av Wärtsilä
- 1987–1989 Oy Wärtsilä Marinindustri Ab, Helsingforsvarvet, med Wärtsilä som majoritetsägare och Valmet som minoritetsägare
- 1989–1991 Sandvikens varv, ägt av Masa-Yards
- 1991-2004 Sandvikens varv, ägt av Kvaerner Masa-Yards
- 2004–2008 Sandvikens varv, ägt av Aker Finnyards, namnändrat till Aker Yards
- 2008–2010 Sandvikens varv, ägt av STX Finland
- 2011–2015 Arctech Helsinki Shipyard, ägt av samriskföretaget Arctech Helsinki Shipyard (STX Europe) och United Shipbuilding Corporation
- 2015–2019 Arctech Helsinki Shipyard, ägt av United Shipbuilding Corporation
- 2019–2023 Helsinki Shipyard, ägt av Algador Holdings
- 2023- Helsinki Shipyard/DNY Finland OY, ägt av Davie Shipbuilding(en)

## Byggda fartyg från 2011 i urval
- Baltika, isbrytare till Ryssland, 2014
- Murmansk, isbrytare till Ryssland, 2015
- Polaris, isbrytare för Arctia Oy i Finland, 2016
- Gennadiy Nevelskoy, offshorefartyg till Ryssland, 2017
- M/T Yuriy Kuchiev, isbrytande tanker för gaskondensat för ett grekiskt rederi, 2019
- SH Minerva, isgående kryssnings-/expeditionsfartyg för det grekiska rederiet Swan Hellenic, 2021[10]
- SH Vega, isgående kryssnings-/expeditionsfartyg för det grekiska rederiet Swan Hellenic, 2022[11]

## Bildgalleri

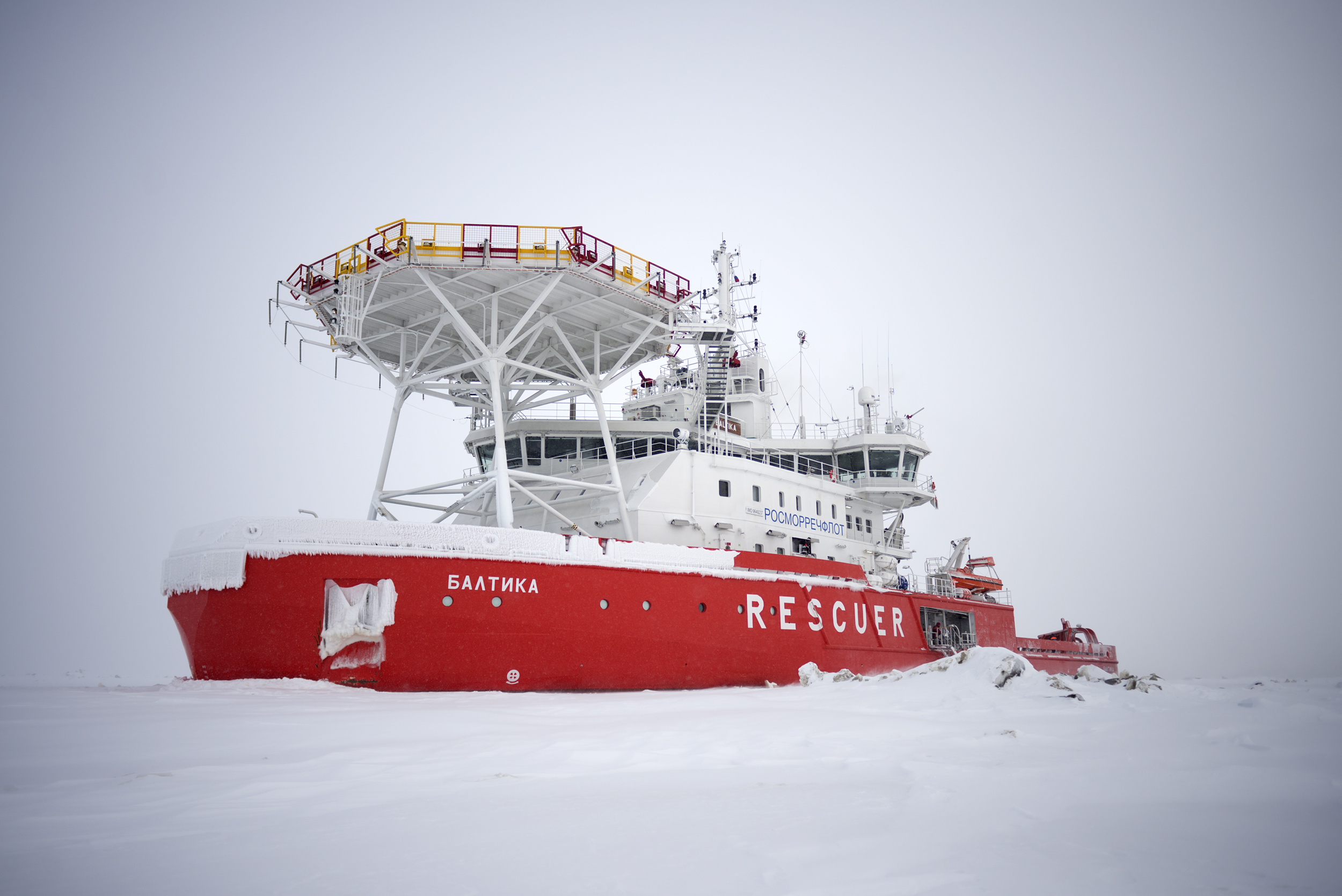
Ryska isbrytaren Baltika
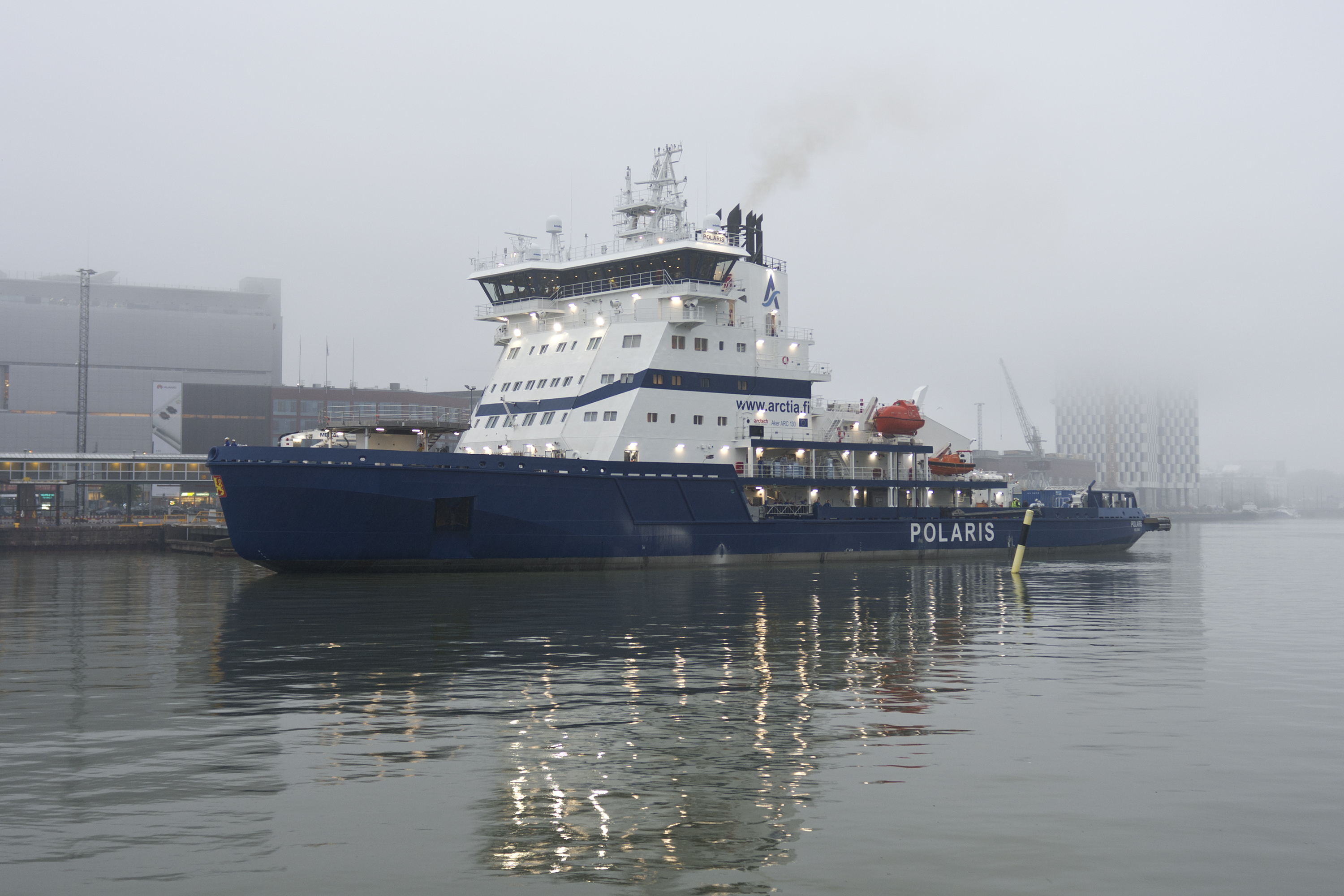
Finländska isbrytaren Polaris
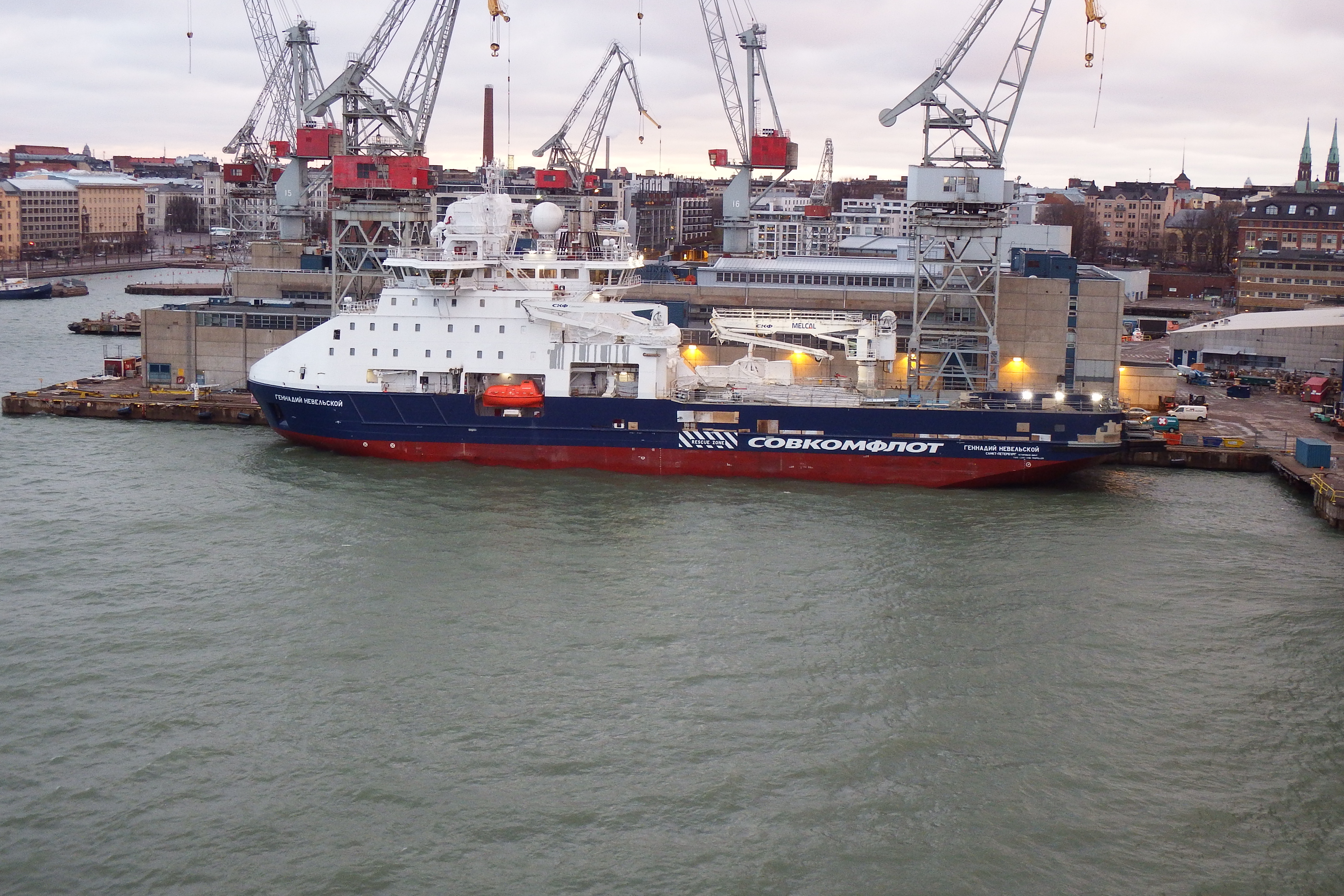
Offshorefartyget M/S Gennady Nevelskoj vid utrustningskajen, 2016
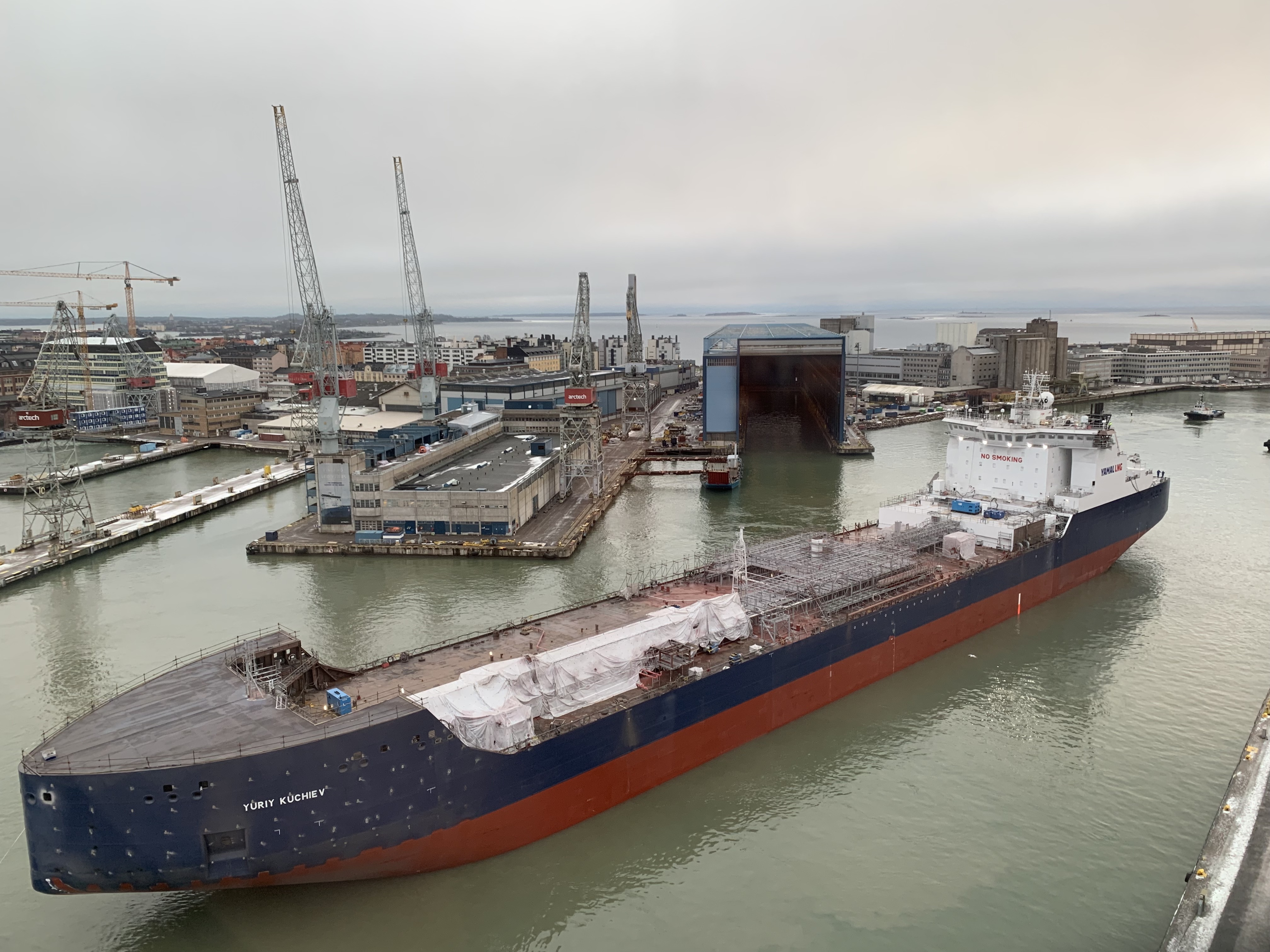
M/T Yuriy Kuchiev på Helsinki Shipyard